# Bündnis 90
Das Bündnis 90 war ein Zusammenschluss von Bürgerbewegungen und Oppositionsgruppen in der DDR, der während der Zeit der Wende und friedlichen Revolution im Februar 1990 entstand und im September 1991 in eine politische Partei umgewandelt wurde. Im Mai 1993 ging Bündnis 90 in Bündnis 90/Die Grünen auf.

## Geschichte

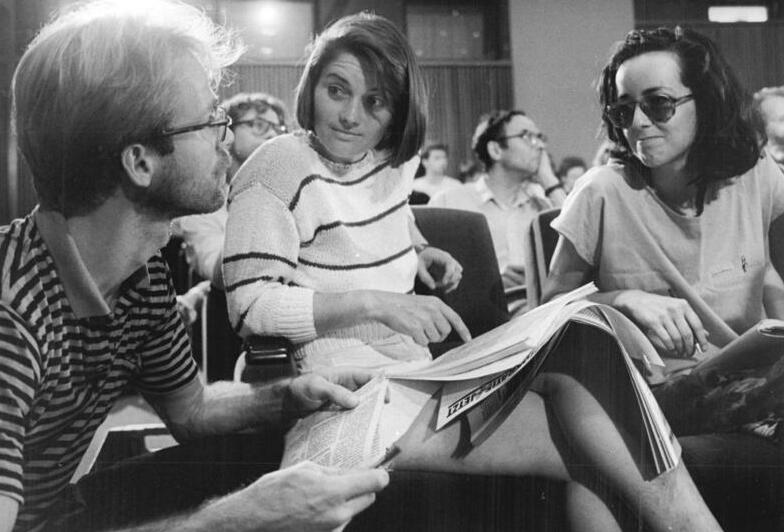
Beratungen von Bündnis 90 zur Vorbereitung eines Wahlbündnisses am 4. August 1990 in Berlin

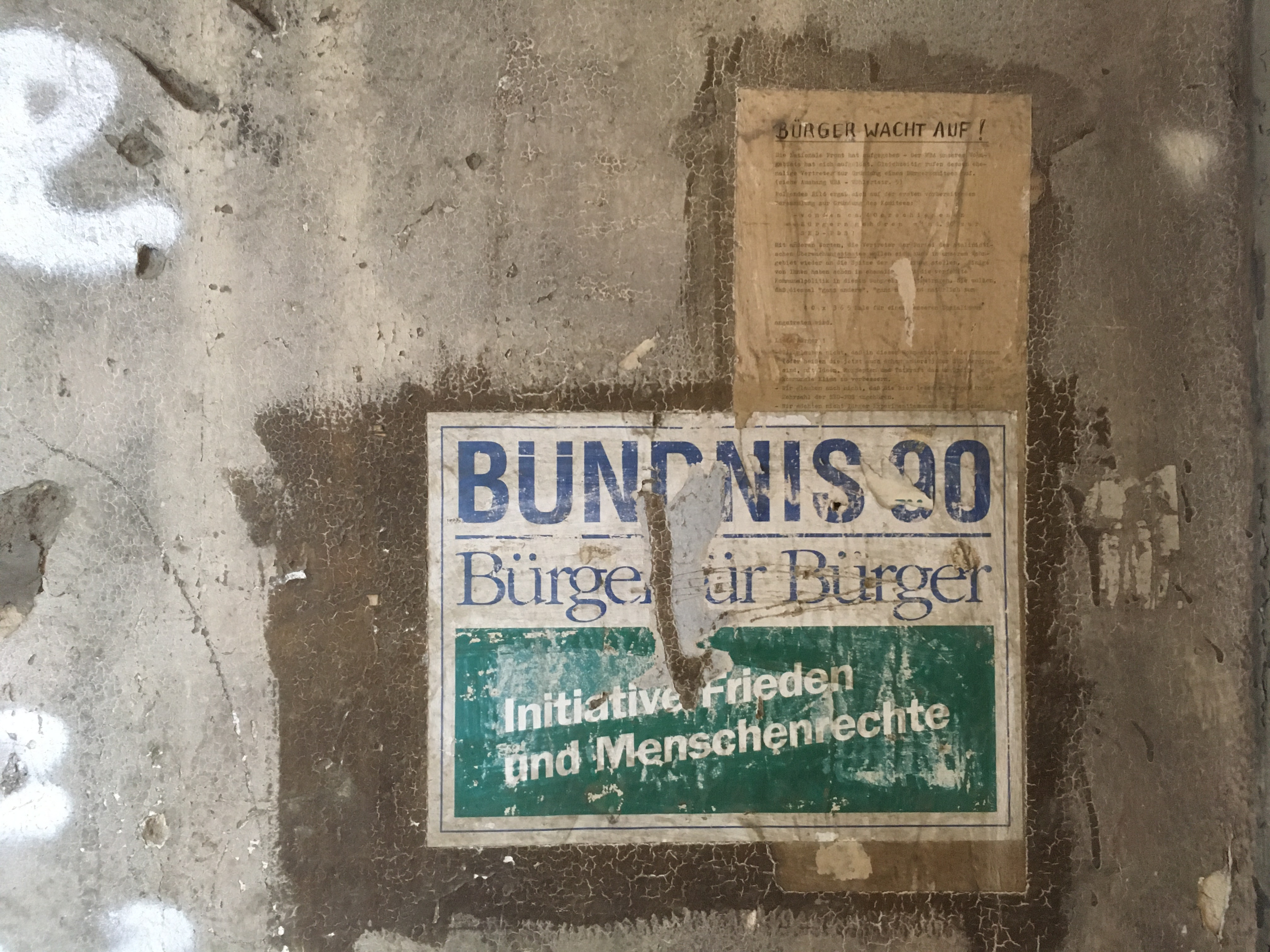
Wahlplakat von Bündnis 90, Berlin-Mitte, Chausseestraße

Am 7. Februar 1990 beschlossen das Neue Forum, die Initiative Frieden und Menschenrechte (IFM) und Demokratie Jetzt die Bildung der Listenvereinigung Bündnis 90 für die Wahl zur Volkskammer. Bei der folgenden ersten und letzten freien Volkskammerwahl der DDR am 18. März 1990 erzielte das Wahlbündnis 2,9 % der Stimmen und damit 12 Mandate. Sein weitaus bestes Ergebnis erzielte Bündnis 90 im Bezirk Berlin mit 6,3 %; in den übrigen Bezirken streuten die Ergebnisse zwischen 1,6 % im Bezirk Neubrandenburg und 3,8 % im Bezirk Potsdam. Mit den acht Abgeordneten der Grünen Partei in der DDR bildeten sie zusammen die Fraktion Bündnis 90/Grüne.
Bei den ostdeutschen Landtagswahlen am 14. Oktober 1990 erreichten unterschiedlich zusammengesetzte Wahlbündnisse den Einzug in alle Landtage außer in Mecklenburg-Vorpommern, wo sich das Neue Forum nicht an dem Wahlbündnis beteiligte. In Brandenburg waren die drei Bürgerbewegungen des Bündnis 90 allein angetreten, in den anderen Ländern waren auch die Grünen an den erfolgreichen Wahlbündnissen beteiligt. In Brandenburg war Bündnis 90 von 1990 bis 1994 an der „Ampelkoalition“, einer Regierung gemeinsam mit SPD und FDP, beteiligt.
Bei den 12. Bundestagswahlen am 2. Dezember 1990, den ersten im wiedervereinigten Deutschland, stimmten 6,1 % der Wähler im Wahlgebiet Ost (1,2 % bundesweit) mit ihrer Zweitstimme für die Listenvereinigung „Bündnis 90/Grüne – Bürgerbewegung“ (B90/Gr), die mit acht ostdeutschen Abgeordneten in den Deutschen Bundestag einzog: Klaus-Dieter Feige, Ingrid Köppe, Gerd Poppe, Christina Schenk, Werner Schulz, Wolfgang Ullmann, Konrad Weiß und Vera Wollenberger. Dabei gehörten Feige und Wollenberger der ostdeutschen Grünen Partei an, während die anderen sechs von den verschiedenen Bürgerbündnissen kamen; die beiden wurden aufgrund der Fusion einen Tag darauf Mitglieder der gesamtdeutschen Grünen. Ihr westdeutscher Partner, Die Grünen, hatte den Einzug ins Parlament verfehlt. Werner Schulz übernahm die Funktion des Sprechers der gemeinsamen Bundestagsgruppe, die er die gesamte Legislaturperiode innehatte.
Am 21. September 1991 gründete sich die Partei Bündnis 90, indem sich Teile des Neuen Forums, Demokratie Jetzt und die Initiative Frieden und Menschenrechte vereinigten, laut Spiegel die drei wichtigsten DDR-Bürgerrechtsbewegungen. Am 14. Mai 1993 erfolgte dann der Zusammenschluss mit der bereits seit Ende 1990 gesamtdeutschen Partei Die Grünen zur Partei Bündnis 90/Die Grünen.
Ein Teil des Brandenburger Landesverbandes plädierte gegen einen Zusammenschluss mit den Grünen, darunter Matthias Platzeck, Günter Nooke, Ute Platzeck, Peter Schüler, Manfred Kruczek und Gerd Gebhardt. Diese konnten sich aber nicht durchsetzen und gründeten das BürgerBündnis – mit Günter Nooke, Matthias Platzeck und Wolfgang Pohl an der Spitze. Platzeck und Pohl traten 1995 bzw. 1998 der SPD bei, Nooke 1996 der CDU.
Die Partei Bündnis 90/Die Grünen in Sachsen entstand bereits am 27. September 1991, eineinhalb Jahre vor dem Zusammenschluss auf Bundesebene.